# 雷諾茲峰
69°16′S 157°1′E / 69.267°S 157.017°E
雷諾茲峰（英語：Reynolds Peak）是南極洲的山峰，位於奧次地，處於埃爾德峰西北面11公里的馬圖謝維奇冰川西岸，海拔高度785米，現時由南極條約體系管理。